# Jean Saint-Fort Paillard
Jean Gérard Saint-Fort Paillard (4 de agosto de 1913-16 de enero de 1990) fue un jinete francés que compitió en la modalidad de doma. Participó en tres Juegos Olímpicos de Verano entre los años 1948 y 1956, obteniendo una medalla de oro en Londres 1948 en la prueba por equipos.

## Palmarés internacional
| Juegos Olímpicos | Juegos Olímpicos      | Juegos Olímpicos | Juegos Olímpicos |
| Año              | Lugar                 | Medalla          | Categoría        |
| ---------------- | --------------------- | ---------------- | ---------------- |
| 1948             | Londres (Reino Unido) | Medalla de oro   | Por equipos      |